# 久米島マラソン
久米島マラソン（くめじまマラソン）は、沖縄県久米島町・沖縄マスターズ陸上競技連盟が主催するマラソン大会である。1989年から始まり、初心者からベテランまでの全国のランナーを迎え、スポーツイベントによる地域の活性化と島民並びに参加者の親睦と融和を図ることを目的としている。フルマラソン、ハーフマラソン、10キロメートルマラソン、5キロメートルマラソン、3キロメートルマラソンの5種目からなる。